# Walter Janowitz
Walter Janowitz, auch Walter Jonowitz, (* 18. Januar 1913 in Teplitz-Schönau, Böhmen; † 27. Mai 1997 in Corona, Kalifornien) war ein deutschamerikanischer Schauspieler.

## Leben und Werk
Walter Janowitz, der auch unter dem Namen Walter Jonowitz bekannt war, wirkte in den 1960er bis 1980er Jahren in zahlreichen Hollywood-Filmen und Serien mit. Dazu gehört auch seine Rolle als Oscar Schnitzer in der Sitcom Ein Käfig voller Helden.

## Filmografie
- 1962: The Gallant Men (Fernsehserie, eine Folge)
- 1963: Ben Casey (Fernsehserie, eine Folge)
- 1963: Combat! (Fernsehserie, eine Folge)
- 1963: Mister Ed (Fernsehserie, eine Folge)
- 1963: G.E. True (Fernsehserie, eine Folge)
- 1963: Perry Mason (Fernsehserie, eine Folge)
- 1964: Amos Burke (Burke’s Law, Fernsehserie, eine Folge)
- 1964: Mutter ist die Allerbeste (The Donna Reed Show, Fernsehserie, eine Folge)
- 1964: Mein Onkel vom Mars (My Favorite Martian, Fernsehserie, eine Folge)
- 1965: Wettlauf mit dem Tod (Run for Your Life, Fernsehserie, eine Folge)
- 1965: 36 Stunden (36 Hours)
- 1965–1970: Ein Käfig voller Helden (Hogan’s Heroes, Fernsehserie, 13 Folgen)
- 1966: Billy the Kid vs. Dracula
- 1966: Derek Flint schickt seine Leiche (Our Man Flint)
- 1966: Die Monkees (The Monkees, Fernsehserie, eine Folge)
- 1966: The Girl from U.N.C.L.E. (Fernsehserie, eine Folge)
- 1967: Tennisschläger und Kanonen (I Spy, Fernsehserie, eine Folge)
- 1968–1969: Ihr Auftritt, Al Mundy (It Takes a Thief, Fernsehserie, zwei Folgen)
- 1969: FBI (The F.B.I., Fernsehserie, eine Folge)
- 1969: Here’s Lucy (Fernsehserie, eine Folge)
- 1969: Wake Me When the War Is Over (Fernsehfilm)
- 1971: Männerwirtschaft (The Odd Couple, Fernsehserie, zwei Folgen)
- 1976–1982: Barney Miller (Fernsehserie, fünf Folgen)
- 1977: The Hardy Boys/Nancy Drew Mysteries
- 1979: Ein Rabbi im Wilden Westen (The Frisco Kid)
- 1979: Der unglaubliche Hulk (The Incredible Hulk, Fernsehserie, eine Folge)
- 1980: The Hollywood Knights
- 1980: Der Jazz-Sänger (The Jazz Singer)
- 1980: WKRP in Cincinnati (Fernsehserie, eine Folge)
- 1981: Flo (Fernsehserie, eine Folge)
- 1981: The White Shadow (Fernsehserie, eine Folge)
- 1982: Jekyll and Hyde
- 1982: Polizeirevier Hill Street (Hill Street Blues, Fernsehserie, eine Folge)